# Danmarksserien 2023
La Danmarksserien 2023 è la 32ª edizione del campionato di football a 9, organizzato dalla DAFF.

## Squadre partecipanti
| Club                             | Città      | Stadio | Sponsor ufficiale | Risultato nella stagione 2022 |
| -------------------------------- | ---------- | ------ | ----------------- | ----------------------------- |
| Avedøre Monarchs                 | Hvidovre   |        |                   |                               |
| Holstebro Dragons/ Herning Hawks | Holstebro  |        |                   |                               |
| Randers Rednex                   | Randers    |        |                   |                               |
| Sønderborg Steelers              | Sønderborg |        |                   |                               |
| Triangle Razorbacks II           | Vejle      |        |                   |                               |

## Stagione regolare

### Calendario

#### 1ª giornata
| Sønderborg 23 aprile 2023, ore 14:00 | Sønderborg Steelers | 50 – 34 referto | Holstebro Dragons/ Herning Hawks | Sønderparken |

| Vejle 23 aprile 2023, ore 14:00 | Triangle Razorbacks II | 8 – 58 referto | Avedøre Monarchs | Vejle Atletikstadion |

#### 2ª giornata
| Randers 29 aprile 2023, ore 14:00 | Randers Rednex | 32 – 66 referto | Sønderborg Steelers | Thunder Field |

#### 3ª giornata
| Vejle 6 maggio 2023, ore 14:00 | Triangle Razorbacks II | 56 – 6 referto | Holstebro Dragons/ Herning Hawks | Vejle Atletikstadion |

#### 4ª giornata
| Hvidovre 13 maggio 2023, ore 14:00 | Avedøre Monarchs | 50 – 0 referto | Sønderborg Steelers | Hvidovre Gymnasium |

| Randers 14 maggio 2023, ore 14:00 | Randers Rednex | 16 – 44 referto | Triangle Razorbacks II | Thunder Field |

#### 5ª giornata
| Holstebro 20 maggio 2023, ore 14:00 | Holstebro Dragons /Herning Hawks | 0 – 50 referto | Avedøre Monarchs | Idrætscenter Vest |

#### 6ª giornata
| Sønderborg 27 maggio 2023, ore 14:00 | Sønderborg Steelers | 6 – 56 referto | Randers Rednex | Sønderparken |

#### 7ª giornata
| Randers 3 giugno 2023, ore 14:00 | Randers Rednex | 0 – 46 referto | Avedøre Monarchs | Thunder Field |

#### 8ª giornata
| Hvidovre 10 giugno 2023, ore 14:00 | Avedøre Monarchs | 50 – 0 (a tavolino) referto | Holstebro Dragons/ Herning Hawks | Hvidovre Gymnasium |

#### 9ª giornata
| Holstebro 17 giugno 2023, ore 14:00 | Holstebro Dragons /Herning Hawks | 6 – 48 referto | Randers Rednex | Idrætscenter Vest |

| Sønderborg 18 giugno 2023, ore 14:00 | Sønderborg Steelers | 58 – 64 referto | Triangle Razorbacks II | Sønderparken |

#### 10ª giornata
| Sønderborg 12 agosto 2023, ore 14:00 | Sønderborg Steelers | 0 – 50 (a tavolino) referto | Avedøre Monarchs | Sønderparken |

| Holstebro 13 agosto 2023, ore 14:00 | Holstebro Dragons /Herning Hawks | 30 – 26 referto | Triangle Razorbacks II | Idrætscenter Vest |

#### 11ª giornata
| Vejle 20 agosto 2023, ore 14:00 | Triangle Razorbacks II | 48 – 50 referto | Randers Rednex | Vejle Atletikstadion |

#### 12ª giornata
| Hvidovre 26 agosto 2023, ore 14:00 | Avedøre Monarchs | 50 – 0 (a tavolino) referto | Triangle Razorbacks II | Hvidovre Gymnasium |

| Holstebro 27 agosto 2023, ore 14:00 | Holstebro Dragons /Herning Hawks | 36 – 38 referto | Sønderborg Steelers | Idrætscenter Vest |

#### 13ª giornata
| Randers 2 settembre 2023, ore 14:00 | Randers Rednex | 50 – 0 (a tavolino) referto | Holstebro Dragons/ Herning Hawks | Thunder Field |

#### 14ª giornata
| Hvidovre 9 settembre 2023, ore 14:00 | Avedøre Monarchs | 50 – 0 referto | Randers Rednex | Hvidovre Gymnasium |

| Vejle 10 settembre 2023, ore 14:00 | Triangle Razorbacks II | 0 – 50 (a tavolino) referto | Sønderborg Steelers | Vejle Atletikstadion |

### Classifica
La classifica della regular season è  la seguente:
- PCT = percentuale di vittorie, G = partite giocate, V = partite vinte,  P = partite perse, PF = punti fatti, PS = punti subiti

| Pos. | Squadra                          | PCT   | G | V | N | P | PF  | PS  |
| ---- | -------------------------------- | ----- | - | - | - | - | --- | --- |
| 1    | Avedøre Monarchs                 | 1.000 | 8 | 8 | 0 | 0 | 404 | 8   |
| 2    | Randers Rednex                   | .500  | 8 | 4 | 0 | 4 | 252 | 266 |
| 3    | Sønderborg Steelers              | .500  | 8 | 4 | 0 | 4 | 268 | 312 |
| 4    | Triangle Razorbacks II           | .429  | 8 | 3 | 0 | 5 | 246 | 318 |
| 5    | Holstebro Dragons/ Herning Hawks | .125  | 8 | 1 | 0 | 7 | 112 | 368 |

## XXXI Elming Bowl
| Hvidovre 1º ottobre 2023, ore 14:00 | Avedøre Monarchs | 52 – 0 referto | Randers Rednex | Hvidovre Gymnasium |

## Verdetti
- Avedøre Monarchs Vincitori dell'Elming Bowl 2023